# (12438) 1996 CZ
(12438) 1996 CZ est un astéroïde de la ceinture principale découvert en 1996.

## Description
(12438) 1996 CZ a été découvert le 9 février 1996 à l'observatoire W & B, à Cloudcroft, dans l’État du Nouveau-Mexique, aux États-Unis, par Warren B. Offutt.

### Caractéristiques orbitales
L'orbite de cet astéroïde est caractérisée par un demi-grand axe de 2,61 UA, un périhélie de 1,93 UA, une excentricité de 0,26 et une inclinaison de 5,52° par rapport à l'écliptique. Du fait de ces caractéristiques, à savoir un demi-grand axe compris entre 2 et 3,2 UA et un périhélie supérieur à 1,666 UA, il est classé, selon la JPL Small-Body Database, comme objet de la ceinture principale.

### Caractéristiques physiques
(12438) 1996 CZ a une magnitude absolue (H) de 14,6 et un albédo estimé à 0,294.